# Sumarísimo
Sumarísimo fue un programa español de televisión, dirigido por Valerio Lazarov, con música de Augusto Algueró y emitido por TVE en la temporada 1978-1979.

## Formato
Con tono humorístico, el programa recreaba un juicio sumarísimo contra un personaje popular, presente en el plató en condición de detenido y sobre el que se exponían méritos y deméritos que hacían recaer finalmente sentencia. Entre los enjuiciados, Mary Carmen y sus muñecos o el propio realizador, Lazarov, acusado de ser un extraterrestre.
En el espacio se incluían actuaciones musicales, destacando, por ejemplo la presencia de la galesa Bonnie Tyler en el programa de estreno y en posteriores, entre otros, Pablo Abraira, Peret, Al Bano y Romina Power, Emilio José o Miguel Gallardo.

## Reparto
- Manolo Codeso...Juez.
- Alfonso del Real...Fiscal.
- Blaki...Abogado defensor.
- Silvia Aguilar ... Ujier
- Violeta Cela ... Ujier
- Magüi León ... Ujier
- Sara Mora ... Ujier
- Nené Morales ... Secretaria del fiscal
- Guillermina Ruíz ... Ayudante del juez
- Taida Urruzola ... Ayudante del juez
- Adriana Vega ... Policía
- María Luisa Bernal ... Policía

## Presupuesto
El presupuesto con el que contó el realizador para la grabación fue de dos millones de pesetas por programa.

## Crítica
El programa fue duramente atacado por la crítica de televisión de la época, con acusaciones de mediocridad de los guiones, chabacanería y vulgaridad.